# Hannah Gross
Hannah Gross (Toronto, 25 september 1990) is een Canadese actrice. 

## Carrière
Hannah Gross werd in 1990 in Toronto geboren als de dochter van acteur Paul Gross en actrice Martha Burns. Ze volgde een theateropleiding aan de Tisch School of the Arts.
Na enkele figurantenrollen als tiener speelde Gross in 2013 een hoofdrol in de onafhankelijke dramafilm I Used to Be Darker van regisseur Matthew Porterfield. In de daaropvolgende jaren werkte ze mee aan verschillende korte films en onafhankelijke filmproducties, waaronder Christmas, Again (2014) en Valedictorian (2015).
In 2016 werd Gross gecast als het personage Debbie Whitford in de misdaadserie Mindhunter (2017) van regisseur/producent David Fincher. Een jaar later was ze ook te zien in Michael Almereyda's sciencefictionfilm Marjorie Prime.